# Rudolf Wittkampf
Rudolf „Rudi“ Wittkampf (* 27. Februar 1881 in Münster, Provinz Westfalen; † nach 1950) war ein deutscher Landschaftsmaler der Düsseldorfer Schule.

## Leben
Wittkampf war Schüler der Kunstakademie Düsseldorf. Dort unterrichteten ihn Peter Janssen der Ältere und Willy Spatz. Im Jahr 1905 – noch Schüler der Akademie – lebte er auf dem Eiskellerberg, 1910 – als Kunstmaler niedergelassen – an der Venloer Straße in Düsseldorf-Pempelfort, später in Köln (1933/1934 Atelierhäuser Bonner Straße 500/506) und Lohmar. 1906 waren mehrere Werke Wittkampfs in einer Gemeinschaftsausstellung Düsseldorfer Maler im Kölnischen Kunstverein zu sehen.